# 伊诺尔
伊诺尔（法語：Inor，法語發音：[inɔʁ]）是法国默兹省的一个市镇，位于该省西北部，属于凡尔登区。

## 地理
伊诺尔（49°32'48"N, 5°9'46"E）面积6.46 平方千米，位于法国大東部大區默兹省，该省份为法国西北部内陆省份，北与比利时接壤，西接马恩省和阿登省，南至上马恩省和孚日省，东临默尔特-摩泽尔省。
与伊诺尔接壤的市镇（或旧市镇、城区）包括：马朗德里、欧特雷维尔-圣朗贝尔、默兹河畔普伊、吕济圣马丹、默斯河畔马尔坦库尔、希耶尔河畔奥利济。

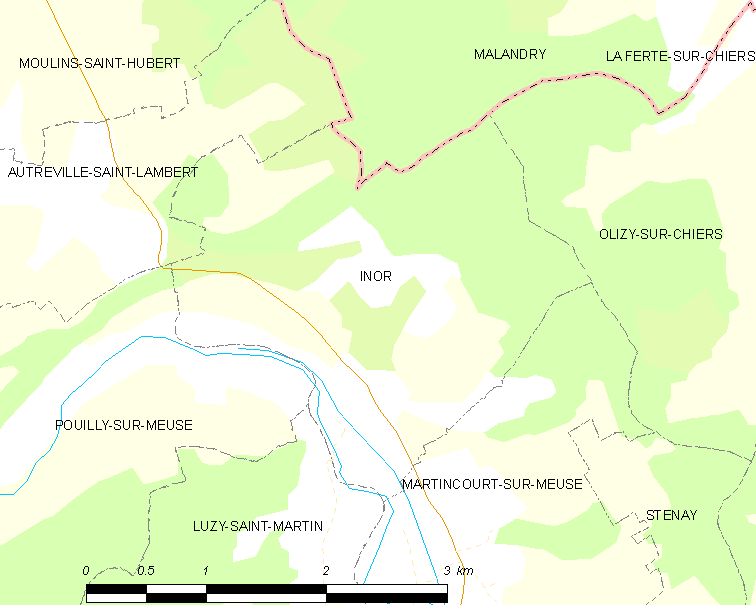
伊诺尔的OSM定位图

伊诺尔的时区为UTC+01:00、UTC+02:00（夏令时）。

## 行政
伊诺尔的邮政编码为55700，INSEE市镇编码为55250。

## 政治
伊诺尔所属的省级选区为斯特奈县。

## 人口

1962-2008年间伊诺尔人口变化图示

伊诺尔于2022年1月1日时的人口数量为178人。